# Pokol v Šuši
Pokol v Šuši ( armensko Շուշիի ջարդեր - Šušii čarder) je bil množični poboj armenskega prebivalstva v mestu Šuša in uničenje armenske polovice mesta leta 1920. Pogrom se je dogodil med 22. in 26. marcem 1920, njegovo ozadje pa je bil spor zaradi nasprotujočih zahtev glede pripadnosti področja Armeniji oziroma Azerbajdžanu.

## Ozadje
Po koncu prve svetovne vojne je prišlo do spora med novoustanovljenima državama Demokratično republiko Armenijo in Azerbajdžansko demokratično republiko glede področja Gorski Karabah. Šuša - največje naselje na področju, njegovo glavno mesto, z mešanim prebivalstvom večinoma iz etničnih Armencev in Azerbajdžanci - se je znašlo v središču spora.
Azerbajdžanska vlada je v Bakuju razglasila priključitev spornega ozemlja in 15. januarja 1919 za generalnega guvernerja Karabaha imenovala Sultanova, Kosrov bek pašo Združeno kraljestvo je imelo v Šuši majhen odred vojakov, ki se je z imenovanjem Sultanova za začasnega guvernerja strinjal, vendar je vztrajal, da se o končni odločitvi glede pripadnosti področja odloča lahko šele na prihodnji mirovni konferenci. V odgovor na imenovanje Sultanova je Generalna skupščina karabaških Armencev (Armenski nacionalni svet Karabaha), ki se je 19. februarja sestala v Šuši, »s pravičnim ogorčenjem zavrnila vsa pretvarjanja Azerbajdžana glede armenskega Karabaha, ki je po razglasu skupščine sestavni del Armenije«.
23. aprila 1919 se je Karabaški narodni svet znova sestal v Šuši in znova zavrnil zahtevo Azerbajdžana glede suverenosti in vztrajal pri njihovi pravici do samoodločbe. Po tem je lokalni azerbajdžanski odred obkrožil armenske četrti v Šuši in od prebivalcev zahteval, da predajo trdnjavo. Prišlo je do strelov, toda ko so posredovali Britanci, so se Armenci raje predali njim.
4. in 5. junija 1919 je v Šuši prišlo do oboroženih spopadov med obema skupnostma in Sultanov je začel blokado armenskih četrti v mestu. Ameriške medicinske sestre, ki so v Šuši delale za Pomoč na Bližnjem vzhodu, so poročale, da so »Tatari pobili 700 krščanskih prebivalcev mesta«. Premirje je bilo hitro organizirano, potem ko se je armenska stran strinjala s Sultanovim pogojem, da člani armenskega nacionalnega sveta zapustijo mesto. Vendar pa je nato sosednje armensko poseljene kraje zajel nov val nasilja: sredi junija so azerbajdžanski 'neredni' konjeniki, po številu približno 2000, napadli, izropali in požgali veliko armensko vas Kejbali, tik pred Šušo, in pustili za sabo 600 mrtvih Armencev.
V Šuši je bil 13. avgusta 1919 sklican sedmi kongres Karabaških Armencev. Končal se je s sporazumom z dne 22. avgusta, po katerem naj bi Gorski Karabah začasno bil v mejah Azerbajdžanske republike, dokler na mirovni konferenci v Parizu ne bo določen končni status področja.
Sultanov je 19. februarja 1920 izdal zahtevo, da armenski nacionalni svet Karabaha »nujno reši vprašanje dokončne vključitve Karabaha v Azerbajdžan«. Svet je na svojem osmem kongresu, ki je potekal od 23. februarja do 4. marca, odgovoril, da azerbajdžanska zahteva krši pogoje začasnega sporazuma z dne 22. avgusta, in opozoril, da bo »ponovitev dogodkov prisilila Armence iz Nagorno-Karabaha, da bodo ustrezno ukrepali v svoj bran«. Armenci Karabaha so se odločili za upor proti azerbajdžanski moči.

### Upor
Kot piše Richard Hovanisian, je neuspeh pri Stepanakertu zapečatil usodo Šuše. Kot je bilo načrtovano, je milica Varanda 22. marca zvečer vstopila v Šušo, domnevno da bi prejela plačilo in čestitala generalnemu guvernerju Sultanovu ob Novruz bajramu. Iste noči se je približno 100 oboroženih mož, ki jih je vodil Nerses Azbekian, vtihotapilo v mesto, da bi razorožili azerbajdžanski garnizon v armenski četrti. Vendar je šlo vse narobe. Miličniki iz Varande so večino noči zapravili z jedačo in pijačo in pri tem zamudili zasesti svoje položaje, Azbekianov odred pa je, ker ni prišel v stik z milico, že od daleč začel streljati na azerbajdžansko utrdbo, da so se vojaki zbudili iz zgrabili za orožje. Šele takrat so se miličniki iz Varande zavedli in začeli z aretacijami azerbajdžanskih častnikov, ki so bili nastanjeni v armenskih domovih. Zmeda na obeh straneh je trajala vse do zore, ko so Azerbajdžanci izvedeli, da se je njihov garnizon v Stepanakertu obdržal, tako da so se začeli ohrabreni širiti po armenski četrti. Boji so Armence v Šuši presenetili. Nekaj tisoč jih je pod okriljem goste megle prek Karintaka pobegnilo na podeželje Varande.
Audrey L. Altstadt se sklicuje na britanskega dopisnika iz Bakuja in piše, da so se predstavniki zavezniških sil na področju odločili, da mora biti policijo v Karabahu sestavljati enako število Armencev in Azerbajdžancev; konec marca 1920 pa je armenska polovica policije med tradicionalnimi prazniki Novruz bajram azerbajdžansko polovico pomorila.

## Pokol
Po besedah Richarda Hovanisiana so »azerbajdžanske čete, ki so se jim pridružili azerbajdžanski prebivalci mesta, armensko Šušo spremenile v pekel. Od 23. do 26. marca je bilo v plamenih izginilo približno 2000 stavb, med drugim cerkve in konzistorij, kulturne ustanove, šole, knjižnice, poslovalnice in velike trgovine. Škof Vahan (Ter-Grigorian), dolgoletni zagovornik prilagoditve azerbajdžanskim oblastem, je plačal ceno maščevanja, ko so mu iztrgali jezik, mu odrezali glavo in jo na kopju kazali po ulicah. Šefa policije Avetisa Ter-Gukasiana so spremenili v človeško baklo, med 500 armenskimi žrtvami je bilo veliko intelektualcev.«
Po opisu azerbajdžanskega komunista Odžahkulija Musajeva se je »začelo brezobzirno uničenje nemočnih žensk, otrok, stark in starcev. Armenci so postali žrtev množičnega pokola ...In koliko lepih Armenk so posilili in nato pobili ... Po ukazu ... Sultanova, so pogromi trajali več kot šest dni, požigalo se je hiše v armenskem delu, ropalo in razbijalo vse v prah ... Sultanov je v svojih govorih klical muslimane na sveto vojno (Džihad) in jih pozival, da pokončajo Armence v Šuši, brez prizanašanja ženskam, otrokom itd.« Po Veliki sovjetski enciklopediji (tretja izdaja, 1970) je ob teh dogodkih umrlo 2096 prebivalcev mesta. V njem je ostalo le nekaj armenskih družin.
Nadežda Mandelstam je o Šuši v 1920-ih zapisala:»... v tem mestu, ki je bilo prej zdravo in imelo vse možnosti za življenje, je bila slika katastrofe in pobojev grozljivo živa ... Pravijo, da so bili po pobojih vodnjaki vsi polni trupel. ... Na ulicah in na gori ni bilo videti nikogar. Veliko ljudi je bilo samo na trgu v središču mesta, vendar med njimi ni bilo Armencev, vsi so bili muslimani.«
21. januarja 1936 se je v Moskovskem Kremlju med sprejemom delegacije iz Azerbajdžanske SSR Sergo Ordžonikidze spominjal obiska v uničeni Šuši: »Še danes se z grozo spominjam, kaj sem leta 1920 videl v Šuši. Najlepše armensko mesto je bilo popolnoma uničeno, v vodnjakih je bilo videti trupla žensk in otrok. «" 

## Žrtve
Po najnovejših statističnih podatkih, objavljenih v kavkaškem koledarju leta 1917, je leta 1916 tik pred rusko revolucijo mesto Šuša imelo 43.869 prebivalcev, od tega je bilo 23.396 (53 %) Armencev in 19.121 (44 %) Azerbajdžancev. Pokol je pustil za sabo od 500 do 20.000 smrtnih žrtev  in uničil številne stavbe v Šuši.

## Vojna 2020 in premirje
1991 je prišlo do secesije Gorskega Karabaha z obrobnimi ozemlji. Kot samostojno državo ga je priznala samo Armenija. Šuša je pri tem postala osrednji kraj območja.
27. septembra 2020 je vojna za Gorski Karabah in področja okoli njega ponovno izbruhnila, oborožene sile Azerbajdžana in Armenije so poročale o vojaških in civilnih žrtvah. Združeni narodi so konflikt ostro obsodili in pozvali obe strani, da napetosti ne stopnjujeta in da nemudoma nadaljujeta s pogajanji. Azerbajdžan si je med spopadom povrnil večino okupiranih ozemelj okoli Gorskega Karabaha in velik del Gorskega Karabaha samega, med drugim tudi Šušo. Vojna se je končala 10. novembra 2020, ko je bil med Azerbajdžanom, Armenijo in Rusijo podpisan tristranski sporazum o premirju, ki je prisilil Armenijo, da vrne vsa preostala zasedena ozemlja izven Gorskega Karabaha.